# Pseudarctos bavaricus
Lo pseudarcto (Pseudarctos bavaricus) è un mammifero carnivoro estinto, appartenente agli anficionidi. Visse nel Miocene inferiore - medio (circa 15-12 milioni di anni fa) e i suoi resti fossili sono stati ritrovati in Europa e in Asia.

## Descrizione
Questo animale era di piccole dimensioni, e non doveva superare i 9 chilogrammi di peso. La taglia doveva essere quella di una grossa volpe, ma l'aspetto era sicuramente diverso. La dentatura di Pseudarctos, ad esempio, era dotata di molari postcarnassiali dall'ampia superficie triturante, con grandi superfici occlusive che fornivano una grande area adatta a macinare il cibo. Lo scheletro postcranico, in particolare le ossa degli arti, indicano che questo animale poteva ruotare le caviglie e i polsi, ed è probabile che fosse arboricolo. L'aspetto doveva richiamare quello dell'odierno panda minore (Ailurus fulgens), con il quale tuttavia non è strettamente imparentato. 

## Classificazione
Pseudarctos bavaricus venne descritto per la prima volta nel 1899 da Schlosser, sulla base di resti fossili ritrovati in Germania. Altri fossili attribuiti a questa specie (o a una forma simile) sono stati poi ritrovati anche in Francia, in Slovacchia e in Svizzera. 
Pseudarctos fa parte della famiglia degli anficionidi, i cosiddetti "cani orso" che nel corso dell'Oligocene e del Miocene prosperarono e occuparono diverse nicchie ecologiche, compresa quella dei grandi mammiferi predatori. Pseudarctos fa parte di un gruppo di anficionidi di piccole dimensioni piuttosto specializzati, comprendenti anche Ictiocyon. Pseudarctos fu uno degli anficionidi più piccoli, superato solo da Paradaphoenus. 

## Paleobiologia
Le caratteristiche della dentatura fanno supporre che questo animale avesse sviluppato una dieta tendenzialmente onnivora (Viranta, 1996). Inoltre, le abilità arboricole fanno supporre che Pseudarctos avesse uno stile di vita paragonabile a quello dell'attuale panda minore (Ginsburg, 1999).